# الناصرية (سمنود)
الناصرية إحدى قرى مركز سمنود التابع لمحافظة الغربية بجمهورية مصر العربية.

## التاريخ
قرية الناصرية من القرى القديمة، حيث وردت باسم «منية النصارى وبمنية بركات» في أعمال السمنودية ضمن قرى الروك الصلاحي التي أحصاها ابن مماتي في كتاب قوانين الدواوين، كما وردت باسم «منية بركات عيد أبو الخير» في أعمال الغربية في مشترك قوانين الدواوين. ولكنها لم تذكر ضمن قرى الروك الناصري في كتاب التحفة السنية ولا في الانتصار ودليل 1224هـ والراجح أنها ألغيت تلك الفترة وضم زمامها لسمنود.
وردت القرية في تاريخ 1228هـ/1813م الذي عدّ قرى مصر بعد المسح الذي قام به محمد علي باشا باسم «ميت النصارى»، كانت القرية تتبع لمركز المحلة الكبرى فلما أنشئ مركز سمنود سنة 1935 ألحقت به. ثم تغير الاسم حديثًا إلى «الناصرية».

## السكان
بلغ عدد سكان الناصرية 19,609 نسمة حسب تقدير عام 2018.
| السنة  | 1882 | 1897 | 1907 | 1927 | 1947 | 1960 | 1976 | 1986   | 1996   | 2006   | 2018   |
| ------ | ---- | ---- | ---- | ---- | ---- | ---- | ---- | ------ | ------ | ------ | ------ |
| القرية | 2515 | 2878 | 3285 | 3318 | 4048 | 5845 | 8278 | 10,701 | 12,744 | 14,950 | 19,609 |